# Stephen Laybutt
Stephen Laybutt, avstralski nogometaš, * 3. september 1977, Lithgow, Novi Južni Wales, Avstralija, † 13. januar 2024.
Za avstralsko reprezentanco je odigral 15 uradnih tekem in dosegel en gol.